# Edvard Moritz
Edvard Moritz (ou Eduard Moritz) - né le 23 juin 1891 à Hambourg et mort le 30 septembre 1974 à New York  - est un compositeur, professeur de musique, chef d' orchestre, violoniste et pianiste germano-américain.
Pour certaines œuvres, il a utilisé le pseudonyme Herbert Loé ainsi qu'une variante du nom Edward Moritz.

## Biographie

### Jeunesse et formation
Fils d'Ernst Moritz (marchand et boutiquier) et de sa femme Fanny Moritz, Edvard Moritz est né le 23 juin 1891 à Hambourg. Il prend des cours avec Heinrich Bandler, premier violon de l'Orchestre philharmonique de Hambourg. À partir de 1909, il étudie à Paris avec Martin Marsick (violon) et Louis-Joseph Diémer (piano). Selon son biographe Erich H. Müller, il a également étudié avec Claude Debussy, bien qu'il ne lui ait pas donné directement des cours de composition. A Berlin, il étudie le violon avec Carl Flesch, le piano avec Ferruccio Busoni et la composition avec Paul Juon. A Leopzig, il étudie la direction d'orchestre avec Arthur Nikisch.

### Violoniste et chef d'orchestre
Moritz s'installe définitivement à Berlin. Il entreprend plusieurs tournées de concerts, en tant que violoniste et plus tard comme chef d'orchestre. Edvard Moritz est invité dans de nombreux pays européens (Espagne, Portugal, Italie, Angleterre et France). À partir de 1919, il se met à composer pour l'orchestre après un début prometteur pour le piano. Il choisit la forme orchestrale pour écrire son Burlesque, œuvre créée par l'Orchestre philharmonique de Berlin sous la direction d'Arthur Nikisch.

### La période nazie
Après la prise du pouvoir politique par le Parti national-socialiste des travailleurs allemands en 1933, Moritz a été persécuté en raison de son origine juive et contraint de suivre les directives du parti qui limite alors drastiquement ses activités artistiques.
A l'automne et à l'hiver 1934, en tant qu'altiste, il donne des concerts principalement de musique de chambre à Hambourg. Le compositeur accède au poste de chef d'orchestre de l'Orchestre de chambre juif nouvellement fondé à Hambourg, ensemble à cordes auquel participe exclusivement des musiciens et solistes professionnels juifs. On y retrouve Ilse Urias, Jakob Sakom et Hertha Kahn. Il y dirige les grands compositeurs germanophones (Telemann, Haendel, Mozart) mais également sa propre musique. Lors d'un concert le 10 novembre 1934, l'orchestre joue le Streicher Scherzo, Op 10. Finement inséré au milieu d'œuvres de Corelli, Bach et Tschaikovsky, cette composition de Moritz résonne dans une petite salle de music-hall. L'orchestre de chambre, financé par un fonds de dons et le produit de concerts et aidé par la Société juive pour l'art et la science. Il donne un total de quatre concerts en quatre mois.
En janvier 1935, l'orchestre joue Handel, Dvořák et la Passacaglia de Goldschmidt. Le chef d'orchestre annonce les trois prochains concerts qui n'auront pas l'occasion d'être mis en pratique.
Le 4 juin 1936, un nouvel orchestre à cordes est fondé à Berlin (Orchestre de chambre juif de Berlin), également dirigé par Moritz. Le concert inaugural mélange les œuvres de Bach, Haendel et Tchaïkovski avec quelques mélodies de Moritz interprétées par Walter Olitzki. Ce sera son seul et unique concert.
Bien qu'il ait d'abord été admis comme membre dit « non aryen » de la Reichsmusikkammer, il est exclu de cette organisation professionnelle le 19 août 1935 en tant que « juif à part entière ». Malgré un recours en août 1935 qui n'a pas abouti, son nom est ainsi inscrit dans la liste dite de Goebbels, qui sert à la censure des musiciens et compositeurs juifs.

#### Fuite aux Etats-Unis
En septembre 1937, il voyagea avec un visa de Göteborg sur le navire "SS Königstein - Arnold Bernstein Line" d'Anvers à New York. Il y fait ses débuts le 2 mai 1938 avec l'Orchestre de Chambre Edvard Moritz au Town Hall de New York. Le programme comprend des œuvres de Bach, Haendel, Vivaldi, Mozart et quelques compositeurs américains contemporains comme Harris et Holden. Le New York Times qualifie le compositeur de suédois en raison de son visa délivré par le pays.
À partir de 1940, il devient professeur de piano et de composition à La Follette School of Music de New York. Parmi ses élèves, on trouve le chanteur pop Bobby Scott plus connu sous le pseudonyme de « Chain Gang ». En 1943, Edvard Moritz est naturalisé américain.

### Compositeur
Désormais Américain, Moritz se consacre à la composition avec une prédominance pour la musique de chambre. Il écrit plusieurs œuvres pour le saxophoniste Cecil Leeson.
Après-guerre, il dépose une demande d'indemnisation à Berlin.
Il meurt à 83 ans, à New York.

## Œuvre

### Orchestre
- 1919 : Burlesque, pour orchestre, op. 9
- 1925 : Symphonie de chambre n° 1, op. 30
- 1934 : Streicher Scherzo, pour orchestre à cordes
- 1944 : Suite yéménite, pour orchestre
- Ouverture américaine
- concerto grosso
- ouverture italienne
- Symphonie de chambre n° 2 , op. 34
- Musique de nuit , op. 17
- Per Klingende Garten, pour baryton et orchestre
- Symphonie en ut mineur

### Concertos
- Op 21 : Violon et orchestre
- Piano et orchestre
- 2 violons et orchestre
- Op 97 : Alto et orchestre
- Op 98 : Alto et orchestre
- Violoncelle et orchestre
- Double concerto pour violon, violoncelle et orchestre

### Orchestre d'harmonie
- 1927 : Concerto , pour orchestre d'harmonie, op. 55
- Divertimento, pour orchestre d'harmonie et harpe

### Musique de chambre
- 1921 : Scherzo, pour violon et piano, op. 2
- 1924 : Suite, pour violoncelle seul, op. 20a
- 1924 : Suite, pour alto seul, op. 20b
- 1925 : Quintet, pour 2 violons, alto, violoncelle et piano, op. 23
- 1925 : Quatuor à cordes n° 1 , op. 25
- 1925 : Drei Capricen , pour violon et piano, op. 29
- 1925 : Fünf Stücke , pour violon et piano, op. 33
- 1926 : Quatuor à cordes n° 2 en la majeur , op. 27 ?
- 1928 : Quintette à vent , op. 41
- 1928 : Petite Sonate , pour flûte et piano, op. 49
- 1937 : Blues : pièce de concert , pour violon et piano, op. 54
- 1939 : Sonate , pour alto et piano, op. 83
- 1939 : Sonate , pour violon et piano, op. 84
- 1939 : Sonate , pour violon et piano, op. 85
- 1939 : Sonate n° 1 en mi bémol majeur , pour saxophone alto et piano, op. 96
- 1940 : Andante , pour quatuor de saxophones
- 1941 : Soloflight , pour trompette et piano
- 1942 : Divertimento , pour trois clarinettes en si bémol
- 1942 : Concerto - tel que joué par Gregor Piatigorsky , pour violoncelle et piano, op. 106
- 1956 : Divertimento , pour flûte, clarinette et basson, op. 150
- 1960 : Pavane , pour clarinette et piano
- 1960 : Scherzo , pour basson et piano, op. 104b
- 1963 : Quintette à vent n° 2 , op. 169
- 1968 : Quatuor , pour quatuor de saxophones, op. 181
- 1968 : Quintette à vent ,
- 1969 : Intermezzo , pour saxophone alto et piano, op. 103,
- Quintette , pour saxophone alto et quatuor à cordes, op. 99
- Quatuor , pour quatuor de saxophones, op. 81
- Sonate n° 2 , pour saxophone alto et piano
- La danse d'Edna , pot-pourri pour 5 vents

### Piano seul
- 1917 : Quatre pièces pour piano , op. 1
- 1918 : Trois intermèdes , op. 12
- 1921 : Scherzo en ut majeur , op. 16
- 1925 : Quatre pièces , op. 22
- 1926 : Quatre pièces , op. 35
- 1932 : Karussel
- 1940 : Caricatures au clavier - 7 impressions
- 1945 : Intervalles animés : Huit petites promenades

### Opéra
- Circé (ou Über allen Zauber Liebe)

### Ballet
- Die Dschinnijah, Op 31 en un acte

### Musique vocale

#### Cantates
- 1933 : Der ewige Ruf , cantate pour alto et quatuor à cordes, op. 60 - texte : Grete Gulbranson , Paul Verlaine , Rondell et Oskar Loerke

#### Œuvres pour chœur
- 1921 : Empfängnis , suite pour soprano solo et voix féminines a cappella, op. 3 - texte : (partie 2) Hans Bethge
- 1921 : Zwei Chöre , pour quatre voix féminines (soli ou chœur) a cappella, op. 4

#### Mélodies
- 1918 : Quatuor , pour 2 violons, alto et violoncelle avec soprano solo, op. 10 - texte : Anton Lindner et Oscar Loerke
- 1921 : Fünf Lieder , pour voix et piano, op. 5
- 1921 : Fünf Lieder , pour voix et piano, op. 6
- 1921 : Trois duos , pour soprano, alto et piano, op. 8
- 1921 : Four Chinese Songs , pour voix et piano, op. 15
- 1925 : Vier Ernste Lieder , pour voix et piano, op. 18 - texte : Rainer Maria Rilke , Lucie Hecht et Anton Wildgans
- 1925 : Drei heitere Lieder , pour voix et piano, op. 19 - texte : Camill Hoffmann , Alexander von Bernus , Ludwig Finckh
- 1925 : Cinq chansons chinoises , pour voix et piano, op. 26 - texte : Richard Wilhelm , Klabund, Hans Bethge
- 1925 : Vier Fabeln von Gotthold Ephraim Lessing , pour voix et piano, op. 28
- 1925 : Unter der Linden , air pour soprano aigu, flûte et harpe, op. 31 - texte : Walther von der Vogelweide , après coup : Christian Morgenstern
- 1925 : Zwei Duette aus " Des Knaben Wunderhorn " , pour soprano colorature et ténor avec piano, op. 32
- 1930 : Die Beständigen , pour voix et piano - texte : Alfred Henschke (1890-1928), d'après le texte chinois : Li-Tai-Po (701-762)
- 1939 : Fire and Ice , pour voix et piano - texte : Robert Frost
- 1939 : I feel me near to some high thing , pour voix et piano - texte : William Ellery Leonard
- 1939 : Improvisation , pour voix et piano - texte : Alfred Kreymborg
- 1939 : You and I , pour voix et piano - texte : Ludwig Lewisohn
- Gitanjali , 3 Hymnes pour baryton et orchestre, op. 27
- Vier Lieder nach Texten de George A. Goldschlag , pour voix et piano, op. 75
  1. Chanson chinoise
  2. Qui sinnlos triste...
  3. prophète
  4. chanson de pistolet